# Bordeaux-Saint-Clair
Bordeaux-Saint-Clair là một xã thuộc tỉnh Seine-Maritime trong vùng Normandie miền bắc nước Pháp.

### Huy hiệu
| Arms of Bordeaux-Saint-Clair | The arms of Bordeaux-Saint-Clair are blazoned: Per fess 1: Azure, the town hall argent masonned sable, to sinister a bust of St. Clair argent haloed Or; 2: Gules, cross couped and a vase Or. |

## Dân số
| Năm | 1962 | 1968 | 1975 | 1982 | 1990 | 1999 | 2006 |
| --- | ---- | ---- | ---- | ---- | ---- | ---- | ---- |
| Dân số | 340  | 352  | 380  | 538  | 525  | 566  | 588  |
| From the year 1962 on: No double counting—residents of multiple communes (e.g. students and military personnel) are counted only once. |      |      |      |      |      |      |      |